# Gabriella Mercadini
Gabriella Mercadini (Venezia, ... – Roma, 18 febbraio 2012) è stata una fotografa italiana.

## Biografia
Ha documentato i mutamenti radicali della società italiana intorno al Sessantotto e al Settantasette, il movimento operaio, le lotte sindacali, il movimento studentesco, il disagio delle classi più povere, il degrado dell'ambiente, dedicandosi in particolare ai temi del femminismo e dell’emancipazione femminile. 
L'impegno sociale, militante, caratterizza tutto il suo lavoro, rigorosamente su pellicola in bianco e nero. Lei stessa ebbe a dire: “Sono convinta che l'uso sociale della macchina fotografica sia nato assieme alla mia presa di coscienza politica. O potrebbe essere il contrario…”.
Il suo lavoro indaga anche altri ambiti oltre a quello sociale e politico, come quello dell’arte, in particolare in L'arte è/e chi la guarda, una ricerca per immagini durata più di trent'anni sul rapporto tra spettatore e opera.
Grande viaggiatrice, passione che lei stessa in una breve autobiografia pubblicata su l'Unità disse di aver ereditato dal padre marinaio, ha realizzato anche molti reportage all'estero, per esempio in Sudamerica, Russia, India, Afghanistan, privilegiando la fotografia a indirizzo antropologico.
Ha lavorato spesso per testate di sinistra, in particolare per Il manifesto, oltre che per l'Unità, Paese sera, Noi donne, Rassegna sindacale, Diario, Internazionale e per molti altri giornali italiani come il Corriere della Sera, la Repubblica, Il Messaggero, l'Espresso.
Freelance per scelta, ha sempre distribuito il suo lavoro in modo indipendente, senza legarsi a nessuna testata o agenzia.
Alcune sue foto sono state esposte alla Triennale di Milano nella mostra collettiva L'altro sguardo. Fotografe italiane 1965-2015.